# Tubularia cristata
Tubularia cristata är en nässeldjursart som beskrevs av Edward McCrady 1859. Tubularia cristata ingår i släktet Tubularia och familjen Tubulariidae. Inga underarter finns listade i Catalogue of Life.